# Ярмарка выходного дня
Ярмарка выходного дня — мероприятие розничной торговли (ярмарка), регулярно организуемое префектурой административного округа города Москвы в установленном месте и проводимое в пятницу, субботу, воскресенье с марта по декабрь.
Также в несколько меньших масштабах ярмарки выходного дня проводятся и в других городах России.

## Описание
На ярмарках выходного дня допускается продажа сельскохозяйственной продукции и продовольственных товаров, произведенных на территории государств — членов Таможенного союза ЕАЭС, а также плодоовощной продукции, не произрастающей на территории государств — членов Таможенного союза.
- В Москве торговые места для участия на ярмарках выходного дня предоставляются бесплатно (с 1 июля 2011 года[1][2]);
- В Московской области с участников на ярмарках выходного дня берется арендная плата.[источник не указан 2893 дня]

### Особенности
В Москве организаторами ярмарок выходного дня, проводимых на земельных участках, находящихся в государственной собственности города (либо государственная собственность на которые не разграничена), а также в зданиях, строениях, сооружениях, находящихся в государственной собственности города Москвы, являются префектуры административных округов города.
- Размещение ярмарок выходного дня осуществляется с учетом потребностей жителей районов города;
- Перечень товаров и продуктов должен формироваться с учетом мнения потребителей;
- Осуществляется контроль качества реализуемой сельскохозяйственной продукции и продовольственных товаров;
- Благодаря проведению ярмарок выходного дня осуществляется поддержка малого предпринимательства и создается свободная конкуренции производителей и продавцов сельскохозяйственной продукции и продовольственных товаров;
- Осуществляется поддержка производителей сельскохозяйственной продукции и продовольственных товаров из России и стран-членов Таможенного союза.

Путём подачи заявки в электронном виде создается обеспечение равных прав производителей и продавцов на получение места для продажи товаров на ярмарке выходного дня..

### Запреты
На ярмарках выходного дня и региональных ярмарках запрещается продажа: 
- товаров, произведенных за пределами территории государств — членов Таможенного союза, кроме плодоовощной продукции, не произрастающей на территории государств — членов Таможенного союза;
- алкогольной продукции;
- табачных изделий;
- парфюмерно-косметических товаров;
- аудио-, видеопродукции, компьютерных информационных носителей, бытовой техники;
- мяса животных, птицы и продуктов их убоя непромышленной выработки;
- консервированных продуктов, кулинарных изделий из мяса и рыбы, кондитерских изделий, приготовленных в домашних условиях;
- мясных и рыбных полуфабрикатов непромышленного производства;
- изделий из пушно-мехового сырья и дубленой овчины, шкурок зверей;
- нефасованной гастрономической продукции;
- детского питания;
- товаров бытовой химии;
- животных;
- лекарственных препаратов и изделий медицинского назначения;
- изделий из драгоценных металлов и драгоценных камней;
- других товаров, реализация которых запрещена или ограничена законодательством Российской Федерации.

## История
Около 10 лет назад[когда?] ярмарки выходного дня обустраивало государственное учреждение «Мосрегионторг». Тогда самым сложным было найти фермеров в регионах, которые согласились бы торговать в столице. Чиновники ездили по селам и убеждали крестьян, поучаствовать в мероприятии. Результат превзошел все ожидания: москвичи, истосковавшись по качественным продуктам, отечественным, вкусным, и на тот момент дешёвым, быстро раскупали товар. За день раскупалась продукция крестьян, которые не верили, что продадут всё и за 3 дня. В регионах их товар спроса не имел, а жителям столицы «пришёлся по вкусу». Фермеры тогда платили за торговые места. Организаторы предоставляли им палатки и убирали мусор. 
Результаты мониторинга цен на основные продукты питания на ярмарках выходного дня показывали, что сельхозтоваропроизводители предлагали свою продукцию по ценам в среднем на 5-30 % ниже, чем в розничной торговой сети и на рынках. Еженедельно на ярмарках выходного дня реализовывалась мясная продукция от 15 до 23 крупных производителей и московских фермерских хозяйств. Цены на говядину и свинину были ниже на 10-20 % среднестатистических цен по городу. 
Также, каждую неделю около 30 участников ярмарки предлагали населению широкий ассортимент свежих молочных продуктов (молоко, кефир, творог, сметана, сливочное масло), цены на которые на 10-15 % были ниже средних розничных по Москве.
В 2015 году ярмарки выходного дня проходят на 116 площадках, количество торговых мест для фермеров — в Москве увеличилось до 50 %. С января по июль 2015, по данным Департамента торговли и услуг города Москвы, проведено более 1,4 тысячи ярмарок выходного дня. 
В 2017 году ярмарки выходного дня в Москве проходят примерно на 100 площадках, а в Московской области проходят на 312 площадках.

## Критика
В 2010 году московское правительство сократило количество ярмарок с 235 до 123, из-за многочисленных нарушений: на части площадок был слишком высокий уровень продажи сувениров и промтоваров.